# Tchavolo Schmitt
Pour les articles homonymes, voir Schmitt.
Tchavolo Schmitt est un guitariste de jazz manouche alsacien né à Belleville (Paris, France) en octobre 1954.

## Biographie
Initié dès l'âge de 6 ans à la guitare par sa mère alors que son père pratiquait le violon, il rejoint sa famille à Strasbourg en 1965. Il s'y produit au cabaret de la Choucrouterie, dès son ouverture.
Tchavolo Schmitt développe au fil des années une virtuosité dans le style manouche dont la renommée dépasse rapidement les limites de l'Alsace, sa région d'origine, et qui le fait devenir un musicien influent parmi ses pairs qu'il retrouve notamment dans les petits cafés de la Porte de Montreuil ou à la Chope des Puces à Saint-Ouen, lieux mythiques du swing manouche.
Il devient professionnel en 1979, année durant laquelle, après avoir quitté Paris pour un retour à ses racines alsaciennes, il rejoint le groupe « Hot Club da Sinti » pour s'y associer notamment au violoniste Wedeli Köhler, au guitariste Schmeling Lehmann et au contrebassiste Jani Lehmann. Un unique enregistrement en LP, aujourd'hui collector, verra le jour en 1981.
Il participe à plusieurs projets comme le film Latcho Drom, de Tony Gatlif en 1992. 
Il joue également avec son frère Gogo Berbedes et ses cousins Mandino Reinhardt, Sony Reinhardt, Hono Winterstein et Dorado Schmitt.
C'est avec ce dernier qu'on le retrouve en 1993 au Gipsy Swing Festival d'Angers dans le groupe « Gipsy Réunion » avec également Patrick Saussois et Gino Reinhardt.
En 2000, il sort son premier album sous son nom, avec l'amical soutien et la participation active de Romane à la pompe : il s'agit d'Alors?... Voilà!. Cet album est suivi en 2001 de Miri Familia.
Son attaque et son phrasé uniques sont consacrés en 2002 avec Swing, bande originale du film de Tony Gatlif où Tchavolo Schmitt joue lui-même le rôle de Miraldo qu'il a inspiré, un professeur de guitare, personnage haut en couleur à son instar. Le film le fait connaître du grand public.
En 2004, Angelo Debarre s'associe à lui pour produire un disque-hommage à Django Reinhardt intitulé Mémoires, et en 2005, il sort à nouveau un album personnel intitulé Loutcha.
Il enregistre par la suite Seven Gypsy Nights et enfin son Live in Paris, capté en concert à l'Alhambra (Paris) le 20 septembre 2008, un chef-d'œuvre « incontournable, […] une chaleur particulière tant les expressions de Tchavolo vont avec son jeu ». « Ce n’est pas du jazz manouche mais un manouche qui joue du jazz ».
Considéré comme l'un des héritiers de Django Reinhardt, qu’il dit trop vénérer pour en accepter la filiation, il poursuit une carrière nationale et internationale marquée par de nombreuses collaborations comme celles avec le guitariste Bireli Lagrène.

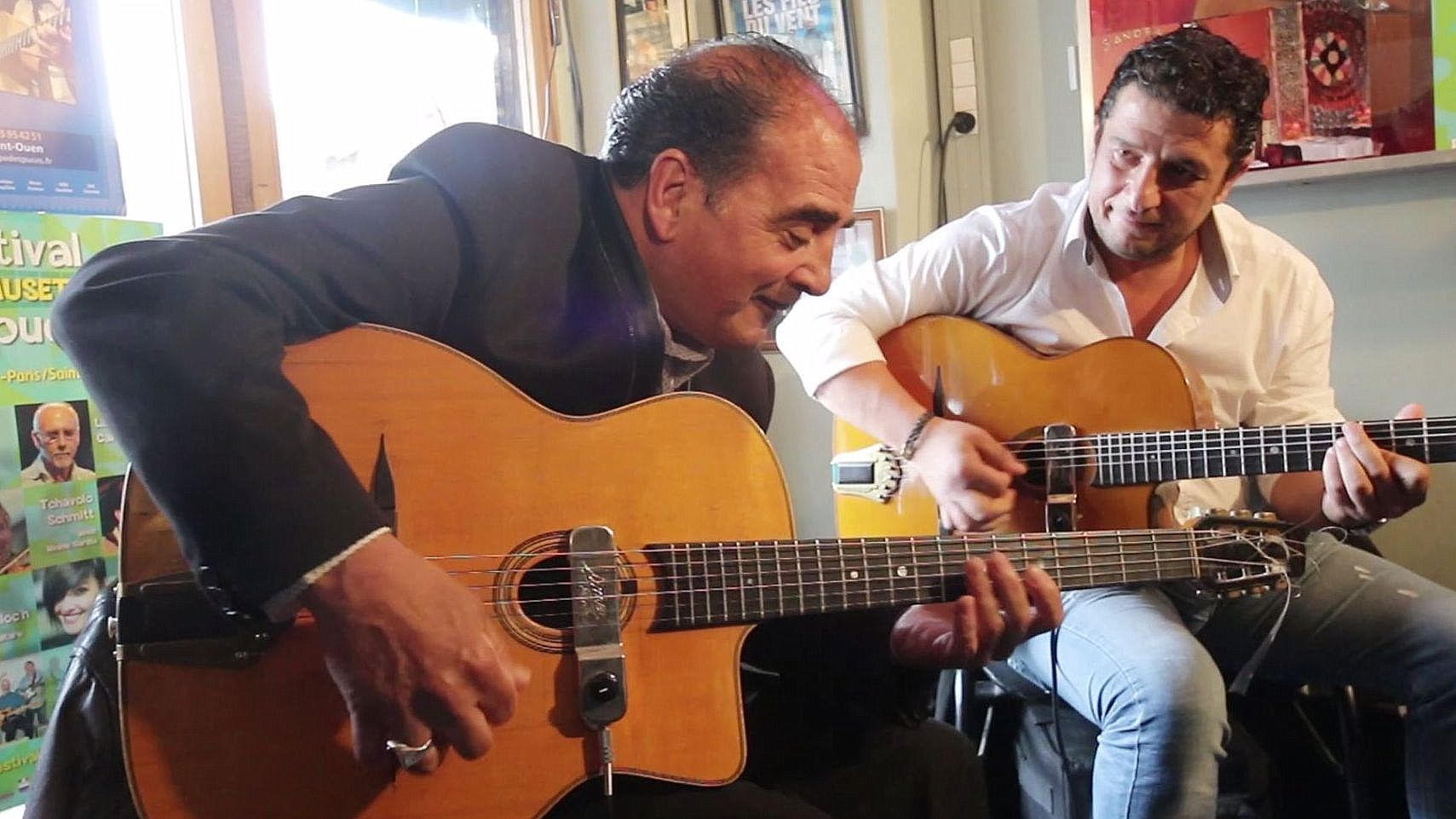
Tchavolo Schmitt, à gauche, et Steeve Laffont à la Chope des Puces (Saint-Ouen, France), café-restaurant où se produisent depuis plus de soixante ans, les meilleurs musiciens de jazz manouche.

## Discographie
- 1981 : « Hot Club da Sinti », Wonderful (Linkshändle Records, 0181 LR)
- 1993 : « Gypsy Réunion », Swing 93 (Djaz Records, DJ 515-2)
- 2000 : Alors ?… Voilà ! (Iris Music, 3001 831)
- 2001 : Miri Familia (Djaz Records, DJ 721-2)
- 2002 : Swing avec Mandino Reinhardt, bande originale du film du même nom de Tony Gatlif (Warner Music France WEA, 0927449362)
- 2004 : Mémoires, avec Angelo Debarre (Le Chant du Monde (Harmonia Mundi) 274 1230)
- 2005 : Loutcha (le Chant du Monde (Harmonia Mundi) 274 1330)
- 2007 : Seven Gypsy Nights (le Chant Du Monde (Harmonia Mundi) 274 1520)
- 2010 : Live in Paris (le Chant du Monde (Harmonia Mundi) 274 17 41)
- 2014 : Mélancolie d'un soir (Label Ouest)
- 2022 : Miri Tcherna (Mambo Prod)

## Filmographie
- 1992 : Latcho Drom, de Tony Gatlif
- 2001 : Swing de Tony Gatlif (DVD et VHS, Montparnasse)
- 2010 : Live in Paris (DVD concert le Chant du Monde - Harmonia Mundi)
- 2012 : Les fils du vent, de Bruno Le Jean[5]